# Список полных кавалеров ордена Трудовой Славы/О
В настоящем списке представлены в алфавитном порядке полные кавалеры ордена Трудовой Славы, чьи фамилии начинаются с буквы «О». Список содержит информацию о датах Указов о присвоении звания, профессии награждённых, дате рождения и дате смерти. В настоящее время список не является завершённым и нуждается в дополнениях и уточнениях.
| №  | Фамилия, имя, отчество          | Даты жизни              | Профессия | Дата Указа и номер ордена                                                 | ГС        |
| -- | ------------------------------- | ----------------------- | --- | ------------------------------------------------------------------------- | --------- |
| 1  | Овраменко, Иван Никитович       | род. 01.06.1943         | Механизатор, Лохвицкий район Полтавской области | 3 ст. 24.12.1976 № 183409 2 ст. 06.06.1984 № 16967 1 ст. 17.08.1988 № 620 |           |
| 2  | Оглезнев, Александр Андреевич   | 1945 — 30.08.2012       | Сталевар производственного объединения «Ижсталь» Министерства оборонной промышленности СССР, гор. Ижевск Удмуртской АССР                                                                                             | 3 ст. 29.03.1976 № 169255 2 ст. 10.03.1981 № 10802 1 ст. 03.04.1986 № 210 | [ ГС 1 ]  |
| 3  | Огнев, Геннадий Николаевич      | род. 29.09.1946         | Бригадир фрезеровщиков Волжского объединения по производству легковых автомобилей «АвтоВАЗ» Министерства автомобильного и сельскохозяйственного машиностроения СССР, Куйбышевская область                            | 3 ст. 28.03.1978 № 329957 2 ст. 10.06.1986 № 28899 1 ст. 05.05.1991 № 892 | [ ГС 2 ]  |
| 4  | Огняник, Иван Петрович          | 01.07.1941 — 11.11.2014 | Аппаратчик Славгородского производственного объединения «Алтайхимпром» имени Г. С. Верещагина Министерства химической промышленности СССР, Алтайский край                                                            | 3 ст. 24.04.1975 № 36307 2 ст. 06.04.1981 № 8654 1 ст. 03.06.1986 № 292   |           |
| 5  | Озолина, Елена Фёдоровна        | род. 1936               | Фрезеровщица завода «Трансмаш» Министерства тяжёлого и транспортного машиностроения СССР, гор. Москва | 3 ст. 21.04.1975 № 115826 2 ст. 16.01.1981 № 19126 1 ст. 10.06.1986 № 344 | [ ГС 3 ]  |
| 6  | Озолинь, Эдгар Петрович         | род. 1936               | Трубопроводчик судовой Мангальского судоремонтного завода Министерства рыбного хозяйства СССР, гор. Рига Латвийской ССР                                                                                              | 3 ст. 12.05.1977 № 132463 2 ст. 15.04.1982 № 18305 1 ст. 19.08.1988 № 638 |           |
| 7  | Олексюк, Алла Николаевна        | 10.12.1938 — 10.01.2016 | Бригадир строителей-отделочников строительного управления «Отделстрой» комбината «Мариупольстрой» Министерства строительства Украинской ССР, Донецкая область                                                        | 3 ст. 21.04.1975 № 47480 2 ст. 19.03.1981 № 14378 1 ст. 07.07.1986 № 389  | [ ГС 4 ]  |
| 8  | Олийнык, Зиновий Иванович       | род. 1933               | Механизатор, Тернопольская область | 3 ст. 14.02.1975 № 12475 2 ст. 24.12.1976 № 2075 1 ст. 07.07.1986 № 444   |           |
| 9  | Олицкий, Иван Фёдорович         | род. 20.12.1936         | Бригадир колхоза имени XXII съезда КПСС с. Белозерье Черкасского района Черкасской области | 3 ст. 14.02.1975 № 10644 2 ст. 24.12.1976 № 1980 1 ст. 15.05.1987 № 597   |           |
| 10 | Ольханов, Владимир Павлович     | род. 1940               | Слесарь механо-сборочних работ Уральского завода тяжёлого машиностроения имени Серго Орджоникидзе производственного объединения «Уралмаш» Министерства тяжёлого и транспортного машиностроения СССР, гор. Свердловск | 3 ст. 03.03.1976 № 295979 2 ст. 31.03.1981 № 5974 1 ст. 11.07.1983 № 40   |           |
| 11 | Ольховик, Казимир Чеславович    | 26.03.1947 — 16.09.2022 | Механизатор колхоза «Советская Белоруссия» Слонимского района Гродненской области | 3 ст. 14.02.1975 № 2463 2 ст. 16.03.1981 № 17261 1 ст. 07.07.1986 № 377   | [ ГС 5 ]  |
| 12 | Омаров, Масимхан Омарович       | 1932 — 05.10.2000       | Машинист предприятия Министерства мелиорации и водного хозяйства Казахской ССР, Талгарский район Алама-Атинской области                                                                                              | 3 ст. 10.03.1976 № 309482 2 ст. 14.04.1981 № 12980 1 ст. 13.08.1986 № 538 |           |
| 13 | Онищенко, Дмитрий Григорьевич   | род. 1936               | Старший плавильщик Усть-Каменогорского свинцово-цинкового комбината имени В. И. Ленина Министерства цветной металлургии СССР, Восточно-Казахстанская область                                                         | 3 ст. 17.12.1974 № 770 2 ст. 17.03.1978 № 3143 1 ст. 07.01.1983 № 26      | [ ГС 6 ]  |
| 14 | Орлов, Анатолий Михайлович      | 01.01.1943 — 17.02.2021 | Мастер Новолипецкого металлургического комбината Министерства металлургии СССР, Липецкая область | 3 ст. 02.03.1978 № 239978 2 ст. 26.11.1984 № 35100 1 ст. 24.01.1991 № 869 | [ ГС 7 ]  |
| 15 | Орлов, Василий Михайлович       | род. 1931               | Бригадир электромонтажников специализированного строительно-монтажного поезда № 803 треста «Транссигналстрой» Министерства транспортного строительства СССР, Харьковская область                                     | 3 ст. 08.01.1979 № 398673 2 ст. 08.01.1985 № 24662 1 ст. 13.06.1991 № 893 |           |
| 16 | Орлов, Василий Николаевич       | род. 1937               | Бригадир комплексной бригады строительно-монтажного управления № 6 управления строительства «Киевметрострой» Министерства транспортного строительства СССР, гор. Киев                                                | 3 ст. 21.04.1975 № 64490 2 ст. 19.03.1981 № 15678 1 ст. 05.10.1990 № 834  |           |
| 17 | Осипенко, Василий Афанасьевич   | 22.11.1937 — 24.01.2016 | Бригадир монтажников строительного управления № 11 Владивостокского домостроительного комбината Министерства строительства СССР в районах Дальнего Востока и Забайкалья, Приморский край                             | 3 ст. 21.04.1975 № 37343 2 ст. 12.05.1977 № 3090 1 ст. 07.01.1983 № 27    | [ ГС 8 ]  |
| 18 | Осовская, Юлия Тодоровна        | род. 14.07.1946         | Доярка колхоза «Россия» села Луковцы Вижницкого района Черновицкой области | 3 ст. 14.02.1975 № 16662 2 ст. 06.03.1981 № 14906 1 ст. 17.08.1988 № 621  | [ ГС 9 ]  |
| 19 | Охохонин, Александр Григорьевич | род. 11.09.1933         | Бригадир электромонтажников Научно-производственного объединения «Норд» Министерства судостроительной промышленности СССР, гор. Баку Азербайджанской ССР                                                             | 3 ст. 19.09.1977 № 106879 2 ст. 18.07.1984 № 24529 1 ст. 09.08.1990 № 759 | [ ГС 10 ] |
| 20 | Охрименко, Николай Васильевич   | род. 01.02.1941         | Механизатор, Луганская область | 3 ст. 14.02.1975 № 14963 2 ст. 24.12.1976 № 2229 1 ст. 17.08.1988 № 622   |           |
| 21 | Очканов, Санджи Бадеевич        | род. 06.09.1933         | Старший чабан колхоза «40 лет Октября» Сарпинского района Калмыцкой ССР | 3 ст. 23.12.1976 № 167376 2 ст. 05.12.1985 № 8821 1 ст. 22.10.1991 № 946  | [ ГС 11 ] |